# Erika Blumberger
Erika Blumberger (* 1922 in München; † 9. August 2018 ebenda) war eine deutsche Sängerin, Schauspielerin und Hörspielsprecherin.

## Leben
Blumberger stammte aus der Münchner Maxvorstadt und hatte ihre ersten Erfolge nach Kriegsende als Sängerin und Tänzerin vor US-amerikanischen Besatzungssoldaten. Karl Valentin und Liesl Karlstadt wurden auf sie aufmerksam und holten sie in ihr Programm im neu eröffneten Simpl.
Sie sang mit dem Musikquartett Isarspatzen und heiratete ihren Sängerkollegen Fritz Westermeier. Nach dessen Tod im Alter von 54 Jahren ehelichte sie 1981 den Schauspieler Willy Harlander. Mit ihm stand sie wiederholt gemeinsam vor der Kamera.
Harlander starb unerwartet im April 2000 an einem Herzinfarkt. Ihre letzten Jahre verbrachte Blumberger in einem Seniorenheim.

## Filmografie (Auswahl)
- 1966: Onkel Filser – Allerneueste Lausbubengeschichten
- 1971: Königlich Bayerisches Amtsgericht: Die Verwechslung
- 1972: Der Komödienstadel: Josef Filser – Ein lustiges Spiel mit Ludwig Thoma und seinen Gestalten
- 1973: Schulmädchen-Report. 5. Teil: Was Eltern wirklich wissen sollten
- 1973: Tatort: Weißblaue Turnschuhe
- 1974: Alpenglüh’n im Dirndlrock
- 1975: Der Wohltäter
- 1977: Die seltsamen Abenteuer des Herman van Veen: Der lange Weg zur Professor-Prokutatis-Krakedatus-Straße
- 1978: Tatort: Schlußverkauf
- 1989: Rosalie Goes Shopping
- 1992: SOKO München: Gefühle trügen nie
- 1995: Der Salzbaron: Letzte Walzer

## Hörspiele (Auswahl)
Die ARD-Hörspieldatenbank enthält (Stand: Juli 2024)für den Zeitraum von 1953 bis 1979 insgesamt 31 Datensätze, bei denen Erika Blumberger als Sprecherin geführt wird. 
- 1953: Emil Vierlinger, Olf Fischer: Die listigen Weiber von München – Regie: Olf Fischer (Hörspiel – BR)
- 1953: Emil Vierlinger, Olf Fischer: Herrn Cyprians Abenteuer. Eine Urlaubsgeschichte in sieben Kapiteln – Regie: Olf Fischer (Hörspiel – BR)
- 1956: Ludwig Thoma: Die Brautschau – Regie: Olf Fischer (Hörspielbearbeitung, Kurzhörspiel – BR)
- 1963: Franz Messner: Jetzt hat's ihn erwischt! Ein kleines Singspiel – Regie: Irene Eckhardt (Singspiel – BR)
- 1965: Rolf und Alexandra Becker: Gestatten, mein Name ist Cox: Trommeln gehört zum Handwerk (4. Teil: Mord mit umgekehrten Vorzeichen) (1. Dame) – Regie: Walter Netzsch (Original-Hörspiel, Kriminalhörspiel – BR)
- 1967: Cornell Woolrich: Charlie geht heute abend aus – Bearbeitung und Regie: Edmund Steinberger (Hörspielbearbeitung, Kriminalhörspiel – BR)
- 1968: Josef Martin Bauer: Bayerische Szene: Der Mensch Adam Deigl und die Obrigkeit (Fräulein Erna) – Regie: Edmund Steinberger (Originalhörspiel – BR)
- 1969: Walter Netzsch: Der beinahe unaufhaltsame Aufstieg des Mathias Grüneisl. Eine gerade noch utopische Groteske (Karin) – Regie: Hellmuth Kirchammer (Originalhörspiel, Science-Fiction-Hörspiel – BR)
- 1969: Ludwig Anzengruber: Die Kreuzelschreiber – Regie: Hellmuth Kirchammer (Hörspielbearbeitung, Mundarthörspiel – BR)
- 1971: Fritz Meingast: Bayerische Szene: Der Verderber (Kellnerin) – Regie: Hellmuth Kirchammer (Originalhörspiel – BR)
- 1973: Willy Purucker: Bayerische Szene: Ein Abend im bayerischen Stil (Gitte) – Regie: Willy Purucker (Hörspiel – BR)
- 1974: Richard Billinger: Bayerische Szene: Die Rauhnacht (Wiese, Mädchen, Anderes Weib) – Bearbeitung und Regie: Hermann Wenninger (Hörspiel – BR)
- 1975: Herbert Achternbusch: Das Andechser Gefühl (Die Billettöse) – Regie: Raoul Wolfgang Schnell (Hörspielbearbeitung – SDR/NDR)
- 1977: Karl Otto Mühl: Bayerische Szene: Babb, ma derf ned undangba sei! – Regie: Wolf Euba (Hörspielbearbeitung – BR)
- 1978: Josef Ruederer: Ein Verrückter – Bearbeitung und Regie: Edmund Steinberger (Hörspielbearbeitung – BR)
- 1979: Joseph Maria Lutz: Der Zwischenfall (Kellnerin Zenzi) – Regie: Willy Purucker (Hörspielbearbeitung – BR)